# 阿利蓋特 (密西西比州)
阿利蓋特（英語：Alligator）是位於美國密西西比州玻利瓦縣的城鎮。

## 人口
根據2020年美國人口普查的數據，阿利蓋特的面積為2.70平方千米，當中陸地面積為2.55平方千米，而水域面積為0.15平方千米。當地共有人口116人，而人口密度為每平方千米43人。